# Марксово (Калінінградська область)
Марксово (рос. Марксово) — селище Полєського району, Калінінградської області Росії. Входить до складу Саранського сільського поселення.
Населення —  69 осіб (2015 рік). 

## Населення
| 1939 | 2002 | 2010 | 2012 | 2013 |
| ---- | ---- | ---- | ---- | ---- |
| 312  | ↘65  | ↗69  | ↗72  | ↗81  |